# Letteratura della bomba atomica
La letteratura della bomba atomica (原 爆 文学?, Genbaku bungaku) è una corrente letteraria della letteratura giapponese che raccoglie gli scritti sui bombardamenti atomici di Hiroshima e Nagasaki e successivamente sul bombardamento nucleare in generale. Tra le tipologie sono inclusi diari, testimonianze o documentari, poesie, opere teatrali o di fantasia sui bombardamenti e le loro conseguenze.
La letteratura della bomba atomica è generalmente classificata in tre diverse categorie o generazioni.

## Prima generazione: i sopravvissuti
La prima generazione di Genbaku bungaku è quella composta dai testimoni diretti, gli hibakusha, le vittime delle bombe nucleari sganciate a Hiroshima e Nagasaki, ma anche medici, che cercarono di fornire una prima visione fedele degli eventi. Molte di queste opere furono scritte poco dopo la bomba, durante l'occupazione alleata durante il periodo di attività del “Civil Censorship Detachment” (abbreviato CCD), il distaccamento della censura civile, e furono quindi diffuse illegalmente o in un secondo momento. Queste opere nascono dall'urgenza di oggettivare l’evento, in quanto gli scrittori sopravvissuti hanno avvertito una forte senso di responsabilità di testimonianza nei confronti dell’umanità, e sono scritte per la maggior parte da autori dilettanti.
I principali esponenti di questa prima fase sono considerati Yōko Ōta (1903-1963), Tamiki Hara (1905-1951) e il poeta Sankichi Tōge (1917-1953).

## Seconda generazione: lo sguardo critico
La seconda generazione è composta da scrittori che non hanno vissuto direttamente i bombardamenti e che possono quindi scriverne con un certo distacco, approcciando l'argomento per discuterne le questioni sociali e politiche. Questi scritti hanno quindi un aspetto documentario ma anche di rielaborazione artistica. Il testo più rappresentativo di questo periodo è considerato Kuroi Ame (La pioggia nera), scritto da Masuji Ibuse, il quale non descrive direttamente il bombardamento ma riporta, in un contesto romanzato, le testimonianze di diversi hibakusha.

## Terza generazione: il post-nucleare
La terza generazione di scrittori ha lo sguardo rivolto al futuro e discute di un mondo post-nucleare, facendo eco a Hiroshima e Nagasaki senza che esse siano i soggetti in sé delle opere. Kenzaburō Ōe, premio Nobel per la letteratura nel 1994, è considerato un esponente a cavallo tra la seconda e la terza generazione. La sua opera più emblematica è Hiroshima Nōto (Note su Hiroshima). Altri scrittori rappresentativi sono Kyoko Hayashi, una sopravvissuta che iniziò a scrivere solo trent'anni dopo la tragedia, Mitsuharu Inoue e Makoto Oda.